# Fissidens microdictyon
Fissidens microdictyon är en bladmossart som beskrevs av Hugh Neville Dixon och Potier de la Varde 1927. Fissidens microdictyon ingår i släktet fickmossor, och familjen Fissidentaceae. Inga underarter finns listade i Catalogue of Life.